# L'occhio di giada
L'occhio di giada è un romanzo di Fergus Hume del 1903, pubblicato in Italia nel 1937 nella collana "Gialli Economici Mondadori".

## Trama
Judith, una bellissima ballerina con i capelli rossi, un oscuro passato e uno stuolo di ammiratori; Richard, un talentuoso pittore squattrinato in cerca del denaro per sposarsi; Ivan, un ambiguo e affascinante principe russo; Marthas, un ebreo coinvolto in oscuri traffici. Tutti in cerca di un solo oggetto del desiderio: l'Occhio di giada, una gemma, una volta incastonata in un idolo, di cui si sono perse le tracce. Ogni personaggio sembra disposto a tutto pur di ottenere l'Occhio di giada: una meraviglia che promette eterna ricchezza, ma che è circondata da un'aura infausta. In un intricato susseguirsi di eventi, qualcuno non ha fatto, però, i conti con le capacità deduttive dell'ispettore Stevens.